# Ilan Șor
llan Șor (hebrejsky אילן שור‎, Jln Šwr, také Ilan Šor) je moldavský oligarcha a politik narozený v Izraeli. Od července 2015 do dubna 2019 byl starostou moldavského města Orhei. Vlastní několik moldavských podniků, včetně společnosti Dufremol (Duty-free) a fotbalového klubu FC Milsami. V roce 2014 se stal předsedou představenstva moldavské spořitelny. Od roku 2019 je v izraelském exilu poté, co byl odsouzen za podvod a praní špinavých peněz.
Dne 26. října 2022 Spojené státy zmrazily jeho majetek v USA a kriminalizovaly veškeré obchodní transakce s ním. Ministerstvo zahraničí Spojených států tvrdí, že spolupracoval se „zkorumpovanými oligarchy a subjekty se sídlem v Moskvě, aby vyvolal politické nepokoje v Moldavsku a snažil se podkopat snahu Moldavska získat status kandidátské země EU”. Spojené království a Evropská unie následně uplatnily vůči Ilanu Șorovi hospodářské sankce.
12. prosince 2022 moldavská vláda pozastavila vysílací licence šesti televizním stanicím vlastněným Ilanem Șorem, aby „zabránila riziku dezinformací nebo pokusů o manipulaci s veřejným míněním” v souvislosti s ruskou invazí na Ukrajinu. Dne 14. dubna 2023 mu byl v nepřítomnosti zvýšen trest na 15 let za podvod a praní špinavých peněz v souvislosti s případem bankovní krádeže ve výši 1 miliardy USD. Veškerý Șorův moldavský majetek byl zmrazen, v roce 2019 uprchl do Izraele. Moldavská vláda žádala Izrael o jeho vydání do Moldavska k výkonu trestu. V roce 2024 se přesunul do Ruska, jehož občanství ve stejném roce získal.
Jeho proruská strana Șora byla 19. června 2023 zlikvidována a zakázána moldavským ústavním soudem po měsících protestů organizovaných Șorem a jeho stranou, které měly podle soudu za cíl destabilizovat Moldavsko a podnítit převrat zvolené vlády s cílem nastolit proruskou vládu. Moldavský parlament 2. srpna schválil zákon, který členům jeho strany (včetně Ilana Șora) zakazuje kandidovat v jakýchkoli moldavských volbách po dobu pěti let.

## Osobní život
Șor se narodil 6. března 1987 v izraelském Tel Avivu jako syn Mirona a Marie Șorových, moldavských Židů z Kišiněva, kteří se koncem 70. let přestěhovali do Izraele. Rodina se vrátila do Kišiněva kolem roku 1990, když byly Șorovi dva nebo tři roky, a jeho otec začal v Moldavsku podnikat. Jeho otec zemřel v roce 2005. Od roku 2011 je Șor ženatý s ruskou zpěvačkou Sarou L'vovnou Šorovou, která vystupuje pod uměleckým jménem Žasmin. Kromě syna Žasminy z předchozího manželství mají dceru Margaritu, která se narodila v roce 2012, a syna Mirona, který se narodil v roce 2016.

## Skandál s bankovními podvody v Moldavsku v roce 2014
Zpráva společnosti Kroll tvrdí, že ačkoli koneční příjemci nejsou známi, některé společnosti, na které má Șor vazby, měly přímý či nepřímý prospěch z úvěrů poskytnutých třemi bankami zapojenými do skandálu s bankovními podvody v Moldavsku v roce 2014. Dne 26. listopadu 2014 tyto banky zkrachovaly a později byly převedeny pod zvláštní správu Moldavské národní banky. Dne 27. listopadu moldavská vláda v čele s premiérem Iuriem Leancăem tajně rozhodla o záchraně těchto tří bank prostřednictvím nouzových půjček ve výši 870 milionů dolarů, které byly kryty ze státních rezerv. Tím vznikl v moldavských veřejných financích deficit odpovídající osmině HDP země.
V týdnu před moldavskými parlamentními volbami v roce 2014 bylo z těchto tří bank mezi 24. a 26. listopadem vyvedeno více než 750 milionů dolarů. Dodávka patřící společnosti Klassica Force byla při převozu 12 pytlů bankovních složek ukradena a 27. listopadu zapálena. Z počítačů bank byly vymazány záznamy o mnoha transakcích.
V březnu 2015 byl Ilan Șor podezřelý Národním protikorupčním centrem (NAC) kvůli své práci ve spořitelně. Dne 17. března 2015 byl osm hodin vyslýchán a protikorupční policisté mu zabavili osobní majetek. Dne 6. května 2015 byl Șor umístěn do domácího vězení. Od roku 2015 se Șor může po dobu domácího vězení volně pohybovat. Důvodem je skutečnost, že plně spolupracoval při vyšetřování. Přesto mu bylo umožněno zaregistrovat se do volebního klání o post starosty města Orhei, v němž 14. června v komunálních volbách získal 62 % hlasů.
Șor, který byl v červnu 2017 odsouzen k 7,5 letům vězení za praní špinavých peněz, podvody a porušení důvěry v souvislosti s bankami a který byl v domácím vězení až do odvolání, v současné době žije v Izraeli, kam uprchl v roce 2019.
Dne 13. dubna 2023 odvolací soud zdvojnásobil trest na 15 let vězení v nepřítomnosti kvůli obvinění z úplatkářství a zmrazil veškerý jeho majetek.

## Politická kariéra

### Starosta Orheie
14. června 2015 byl Șor zvolen starostou moldavského města Orhei se ziskem 62 % hlasů a tuto funkci zastával do dubna 2019.
Podle průzkumů provedených v roce 2019 týkajících se nejoblíbenějších politiků v Moldavsku se Șor umístil na třetím místě mezi top politiky, ke kterým měli Moldavané největší důvěru, a podle některých průzkumů se umístil na šestém a shodně na sedmém místě.

### Postava opozice
V exilu a s nevyřízeným zatykačem byl Șor v roce 2019 zvolen do moldavského parlamentu na kandidátce strany Șora. v moldavských parlamentních volbách v roce 2021 byl znovu zvolen jako jeden ze šesti poslanců strany Șora. Po potvrzení jeho odsouzení byl 27. dubna 2023 Șor odvolán z funkce poslance, odvolání bylo zamítnuto.
Șor je promoskevskou opoziční postavou moldavské politiky, která je podle zpravodajských zpráv označována za „vůdčí postavu kremelského úsilí o rozvrácení” Moldavské republiky. Șor je znám pod přezdívkou „mladý” ruské Federální bezpečnostní služby (FSB), která podle zachycené komunikace vyslala ruské politické stratégy na pomoc Șorově politické straně.

### Zákaz strany Șora a Ilana Șora z moldavské politiky
Dne 19. června 2023 byla strana Șora zakázána moldavským ústavním soudem. Soud stranu označil za protiústavní, přičemž předseda soudu Nicolae Roșca se odvolával na „článek ústavy, který stanoví, že strany musí svou činností podporovat politický pluralismus, právní stát a územní celistvost Moldavska”.
Moldavský parlament 31. července odhlasoval zákaz kandidatury ve volbách pro vedoucí představitele rozpuštěné strany Șora, včetně Ilana Șora - na dobu pěti let. Șor prohlásil, že zákaz napadne.

### Sankce
Dne 26. října 2022 na něj Úřad pro kontrolu zahraničních aktiv Ministerstva financí Spojených států amerických uvalil sankce jako na zvlášť označeného občana podle zákona GLOMAG kvůli jeho spojení s ruskou vládou.
Dne 31. května 2023 na něj Evropská unie uvalila sankce kvůli jeho spojení s ruskou vládou a kvůli jeho roli v proruských nepokojích v Moldavsku.